# Der Junge Chor Aachen
Der Junge Chor Aachen (Eigenschreibweise der junge chor aachen) wurde 1966 als studentischer Kammerchor von Fritz ter Wey gegründet. Unter seiner Leitung hat das Ensemble seither rund 600 Chorwerke von der Renaissance bis zur Moderne erarbeitet und in mehr als 500 Konzerten aufgeführt. Einen Schwerpunkt seiner Arbeit bildet – daher auch der Name „Junger“ Chor – die Chormusik des 20. Jahrhunderts. Der Chor wurde zu zahlreichen bedeutenden Festivals in Deutschland, den Niederlanden, Belgien, Frankreich, Österreich, Italien, Spanien, Dänemark, Schweden, Finnland, Ungarn, Israel und der Republik Mazedonien eingeladen. Über 50 Rundfunkproduktionen für deutsche und europäische Sender unterstreichen das nationale und internationale Ansehen des Chores. Darüber hinaus war der Chor 2009 neben dem Madrigalchor Aachen, dem Chor Carmina Mundi und dem Aachener Kammerchor Mitbegründer und Initiativchor der Internationalen Chorbiennale in Aachen.
Dem Chor wurden zahlreiche Preise und Auszeichnungen bei nationalen und international Wettbewerben zuteil. Zahlreiche zeitgenössische Komponisten (u. a. Henk Badings, Jürg Baur, Vic Nees, Raymond Schroyens) haben für den Jungen Chor Aachen komponiert oder diesem Ensemble Uraufführungen anvertraut.

## Auszeichnungen
- 1978: 1. Preis beim Internationalen Chorwettbewerb in Spittal an der Drau (Österreich) in der Kategorie Kunstlied[1]
- 1979: 1. Preis beim Internationalen Rundfunkwettbewerb „Let the Peoples Sing“ der BBC London
- 1980: Förderpreis der Stadt Aachen[2]
- 1985: 2. Preis beim Deutschen Chorwettbewerb (Hannover) in der Sonderkategorie semiprofessionelle Chöre